# Ђулија Терци
Ђулија Терци (енгл. Giulia Terzi; рођена 14. августа 1995) у Милану, Италија) је италијанска параолимпијска пливачица која се такмичи на међународним такмичењима. Дијагностикована јој је конгенитална сколиоза са четири године.  Такмичила се на Летњим параолимпијским играма 2020. године у женској штафети 4 × 50 мешовито слободно, освојивши сребрну медаљу, а у женској штафети 50 метара лептир С7 освојивши бронзану медаљу. 

## Биографија
Терци је била бивша гимнастичарка у младости, али је прешла на параолимпијско пливање након што јој се инвалидитет погоршао, што је изазвало проблеме са левом ногом и руком. Освојила је три медаље на свом међународном дебију на Светском првенству у паралимпијском пливању 2019. године у Лондону. 
Параолимпијска шампионка у пливању мајка је Едварда кога има са спортистом Стефаном Раимондијем. Да не би пропустила Параолимпијске игре у Паризу 2024, где је освојила златну и три бронзане медаље само четрдесет дана након порођаја, Ђулија Терци се вратила у базен да тренира чим су јој лекари то дозволили. С друге стране, партнер Стефано Раимонди, који је освојио пет златних и једну сребрну медаљу и са којим Терзи дели спортске и породичне недаће, такође је био у базену у Паризу.